# استیون شومیکر
استفن جی. شومیکر محقق آمریکایی است که در مسیحیت باستان و اوایل قرون وسطی و اسلام اولیه متخصص است. او به عنوان استاد دین‌شناسی در دانشگاه اورگان خدمت می‌کند. کار او بر وقف اولیه به مریم باکره، آپوکریفای مسیحی و اسلام شکل دهنده و رابطه آن با مسیحیت خاور نزدیک متمرکز شده است. شومیکر دکترای خود را از دانشگاه دوک دریافت کرد. او در کتاب «آخرالزمانِ حکومتی: فرجام‌شناسیِ حکومتی در دوران باستان متأخر و اسلام آغازین» (۲۰۱۸) با تحلیل برخی متون یهودی، مسیحی، زردشتی می‌گوید که خاورمیانه از چندین قرن قبل از اسلام سرشار از اعتقادات آخرالزمانی و انتظار برای پایان‌یافتن دنیا بوده است.

## کتاب‌ها
- سنت‌های باستانی رحلت و عروج مریم باکره (انتشارات دانشگاه آکسفورد، ۲۰۰۲)
- مرگ یک پیامبر: پایان زندگی محمد و آغاز اسلام (انتشارات دانشگاه پنسیلوانیا، ۲۰۱۱)
- مریم در ایمان و وقف مسیحیت اولیه (انتشارات دانشگاه ییل، ۲۰۱۶)
- آخرالزمان امپراتوری: آخرالزمان امپراتوری در اواخر باستان و اوایل اسلام (انتشارات دانشگاه پنسیلوانیا، ۲۰۱۸)
- آخرالزمان خواب و رستاخیز (Peeters Publishers, 2018)
- پیامبری ظهور کرده است: ظهور اسلام از نگاه مسیحیان و یهودیان (انتشارات دانشگاه کالیفرنیا، ۲۰۲۱)
- خلق قرآن: یک مطالعه تاریخی-انتقادی (انتشارات دانشگاه کالیفرنیا، ۲۰۲۲)